# Franklin Knight Lane
Franklin Knight Lane (Isla del Príncipe Eduardo, 15 de julio de 1864 – Rochester, Estados Unidos, 18 de mayo de 1921) fue un político demócrata estadounidense de California que sirvió como Secretario del Interior desde 1913 hasta 1920. También sirvió como comisionado de la Comisión de comercio interestatal, y fue el candidato demócrata para gobernador de California en 1902, perdiendo una estrecha carrera en la que fue entonces un gran estado republicano.